# Auf und davon (1992)
Auf und davon (Originaltitel: Leaving Normal) ist ein US-amerikanisches Roadmovie aus dem Jahre 1992. Regie führte Edward Zwick.

## Handlung
Der Film beginnt mit einem Ausschnitt aus dem Leben von Marianne als Kind, das von häufigen Ortswechseln geprägt war.
Danach sieht man die erwachsene Marianne, wie sie in einem Greyhoundbus in die Kleinstadt Normal in Wyoming fährt. In dieser Stadt lebt sie in einer unglücklichen Beziehung mit ihrem Partner und freundet sich mit Darly, einer Bedienung in der örtlichen Bar an. Die beiden fassen den Plan, das Haus in Alaska, in dem Darly vor 18 Jahren gelebt hat zu besuchen. Auf der Fahrt dorthin erleben haben sie eine Panne mit dem Auto. Als sie nach einer Fahrt zur Werkstatt, die sie per Anhalter unternehmen, zurückkehren, merken sie, dass das Auto in der Zwischenzeit ausgeschlachtet worden ist.
Sie setzen ihre Reise per Anhalter fort. Ein Lastwagenfahrer, dessen Beifahrer Harry sich als Schriftsteller entpuppt, nimmt Darly und Marianne mit. Bei einem gemeinsamen Abendessen macht sich der Lastwagenfahrer Hoffnung auf eine gemeinsame Nacht mit Darly, aber die beiden Frauen verlassen die Raststätte durch ein Toilettenfenster und setzen sich in das Auto der Bedienung, die 66 genannt wird. Diese freundet sich mit ihnen an und sie unternehmen in einer Fahrt mit dem Wohnanhänger einen Ausflug zu einer Feier des amerikanischen Unabhängigkeitstags an der kanadischen Grenze. Dort fordert ein anderer Besucher 66 zum Tanz auf und verlobt sich am selben Tag mit ihr. Da er sehr reich ist, überlässt 66 ihren alten Wagen mitsamt dem Wohnwagen Darly und Marianne.
Als sie in Alaska angekommen sind, sieht Darly, dass ihr altes Haus niedergebrannt wurde und dass von ihrer inzwischen 18 Jahre alten Tochter, die sie nicht von der Neugeborenenstation abgeholt hat, jede Spur fehlt. Marianne nimmt in der Zwischenzeit eine Anstellung in einem Gemischtwarenladen an. Eines Tages erwarten die beiden an der Ruine des alten Hauses zwei indigene Jugendliche, die behaupten, dass das Grundstück nun ihnen gehöre. Darly kann sie davon überzeugen, dass es ihr Haus gewesen ist und die Jugendlichen fassen Vertrauen zu Darly und Marianne.
Marianne erhält einen Brief von Harry, den er an alle gleichnamigen Personen in Fotokopie geschrieben hat. Sie antwortet ihm und erinnert sich daran, dass er ihr das Buch Früchte des Zorns von John Steinbeck mit einer persönlichen Widmung geschenkt hatte. Später besucht sie Harry auch einmal mit dem Lastwagen. Da Marianne allerdings nicht mit Harry mitkommen möchte, sondern bei Darly bleiben möchte, einigen sie sich, ihre Brieffreundschaft fortzusetzen.
Kurzfristig wird Marianne nach einem Streit von Darly verlassen. Sie kommt aber zurück und hat eine Dose der schwer erhältlichen Süßspeise Flan dabei. Gemeinsam mit den indigenen Jugendlichen bauen sie das Haus wieder auf und treffen sich dort zu einem gemeinsamen Abendessen.

## Kritik
„Ein Roadmovie, dessen hervorragende Hauptdarstellerinnen und die wunderbaren Landschaften über einige inszenatorische Platitüden hinwegsehen lassen.“